# Masaya Okugawa
Masaya Okugawa (jap. 奥川 雅也 Okugawa Masaya; ur. 14 kwietnia 1996 w Kōka) – japoński piłkarz występujący na pozycji pomocnika w niemieckim klubie FC Augsburg. Wychowanek Kyoto Sanga, w trakcie swojej kariery grał także w takich zespołach, jak FC Liefering, SV Mattersburg, Red Bull Salzburg oraz Holstein Kiel. Młodzieżowy reprezentant Japonii.